# Gerald R. Molen
Gerald Robert Molen (Great Falls, 6 gennaio 1935) è un produttore cinematografico statunitense. Ha lavorato a fianco del regista Steven Spielberg, producendo cinque dei i suoi film, tra cui il premio Oscar Schindler's List - La lista di Schindler.

## Biografia
Nato a Great Falls, nello Stato del Montana (o, secondo altre informazioni, a Dayton) il 6 gennaio (o il 20 settembre) 1935, figlio di Gerald Richard Molen ed Edith Lorraine, Molen cresce nel North Hollywood, in California, dopo essersi trasferito dal Montana insieme a fratelli e sorelle più giovani di lui. I suoi genitori lavoravano in un ristorante chiamato "The Blue Onion", collocato su una delle strade che conducevano ai maggiori studi cinematografici del posto.
Il noto produttore iniziò quindi ad ambientarsi nel nuovo ambiente, intraprendendo mestieri secondari, guidando camion e fornendo apparecchiature per le pellicole. Molen è in seguito apparso in numerosi cameo in film da lui prodotti, quali Rain Man - L'uomo della pioggia, Giorni di tuono e Jurassic Park.

### Vita privata
Seguace della setta religiosa Latter Day Saint, dal 29 luglio 1954 è sposato con Patricia Jane Lindke, dalla quale ha avuto due figli: Lorion Marie e Steven Robert. Attualmente, Molen vive con la sua famiglia, in ritiro dal suo mestiere, alternando soggiorni in Montana e a Las Vegas.

## Filmografia
- 1981: Il postino suona sempre due volte  (The Postman Always Rings Twice), regia di Bob Rafelson (direttore di produzione)
- 1982: Tootsie, regia di Sydney Pollack (direttore di produzione)
- 1983: Time Is on Our Side: The Rolling Stones (Let's Spend the Night Together), regia di Hal Ashby (direttore di produzione)
- 1984: Storia di un soldato (A Soldier's Story), regia di Norman Jewison (direttore di produzione)
- 1985: Il colore viola (The Color Purple), regia di Steven Spielberg (direttore di produzione)
- 1987: Miracolo sull'8ª strada (*batteries not included), regia di Matthew Robbins (produttore)
- 1988: Le mille luci di New York (Bright Lights, Big City), regia di James Bridges (produttore esecutivo e direttore di produzione)
- 1988: Rain Man - L'uomo della pioggia (Rain Man), regia di Barry Levinson (direttore di produzione, co-produttore e attore)
- 1990: Giorni di tuono (Days of Thunder), regia di Tony Scott (produttore esecutivo, direttore di produzione e attore)
- 1991: Hook - Capitan Uncino (Hook), regia di Steven Spielberg (produttore e direttore di produzione)
- 1993: Sulle orme del vento (A Far Off Place), regia di Mikael Salomon (produttore esecutivo)
- 1993: Jurassic Park, regia di Steven Spielberg (produttore e attore)
- 1993: Schindler's List - La lista di Schindler (Schindler's List), regia di Steven Spielberg (produttore)
- 1994: I Flintstones (The Flintstones), regia di Brian Levant (produttore esecutivo)
- 1994: Piccole canaglie (The Little Rascals), regia di Penelope Spheeris (produttore esecutivo)
- 1994: Piccoli campioni (Little Giants), regia di Duwayne Dunham (produttore esecutivo)
- 1995: Casper, regia di Brad Silberling (produttore esecutivo)
- 1996: Twister, regia di Jan de Bont (produttore esecutivo)
- 1996: Effetto black out (The Trigger Effect), regia di David Koepp (produttore esecutivo)
- 1997: Amistad, regia di Steven Spielberg (attore)
- 1997: Il mondo perduto - Jurassic Park (The Lost World: Jurassic Park), regia di Steven Spielberg (produttore)
- 2000: View from the Swing, regia di Paul Tuerpe (produttore esecutivo)
- 2001: L'altro lato del paradiso (The Other Side of Heaven), regia di Mitch Davis
- 2002: Minority Report, regia di Steven Spielberg (produttore)
- 2002: Prova a prendermi (Catch Me If You Can), regia di Steven Spielberg (attore)
- 2003: La leggenda di Johnny Lingo, regia di Steven Ramirez (produttore)
- 2008: Playing with the Enemy, regia di David Ranes (produttore)
- 2023: Shark 2 - L'abisso (Meg 2: The Trench), regia di Ben Wheatley (produttore esecutivo)

## Premi e candidature

### Premio Camie
- 2003: Vincitore del Premio Camie per L'altro lato del paradiso

### Directors Guild of America
- 1986: Vincitore del DGA al miglior regista per Il colore viola
- 1989: Vincitore del DGA al miglior regista per Rain Man - L'uomo della pioggia

### Producers Guild of America
- 1994: Vincitore del Motion Picture Producer of the Year per Schindler's List - La lista di Schindler

### Satellite Awards
- 1998: Candidato al Golden Satellite Award per Il mondo perduto: Jurassic Park